# Dražen Žerić

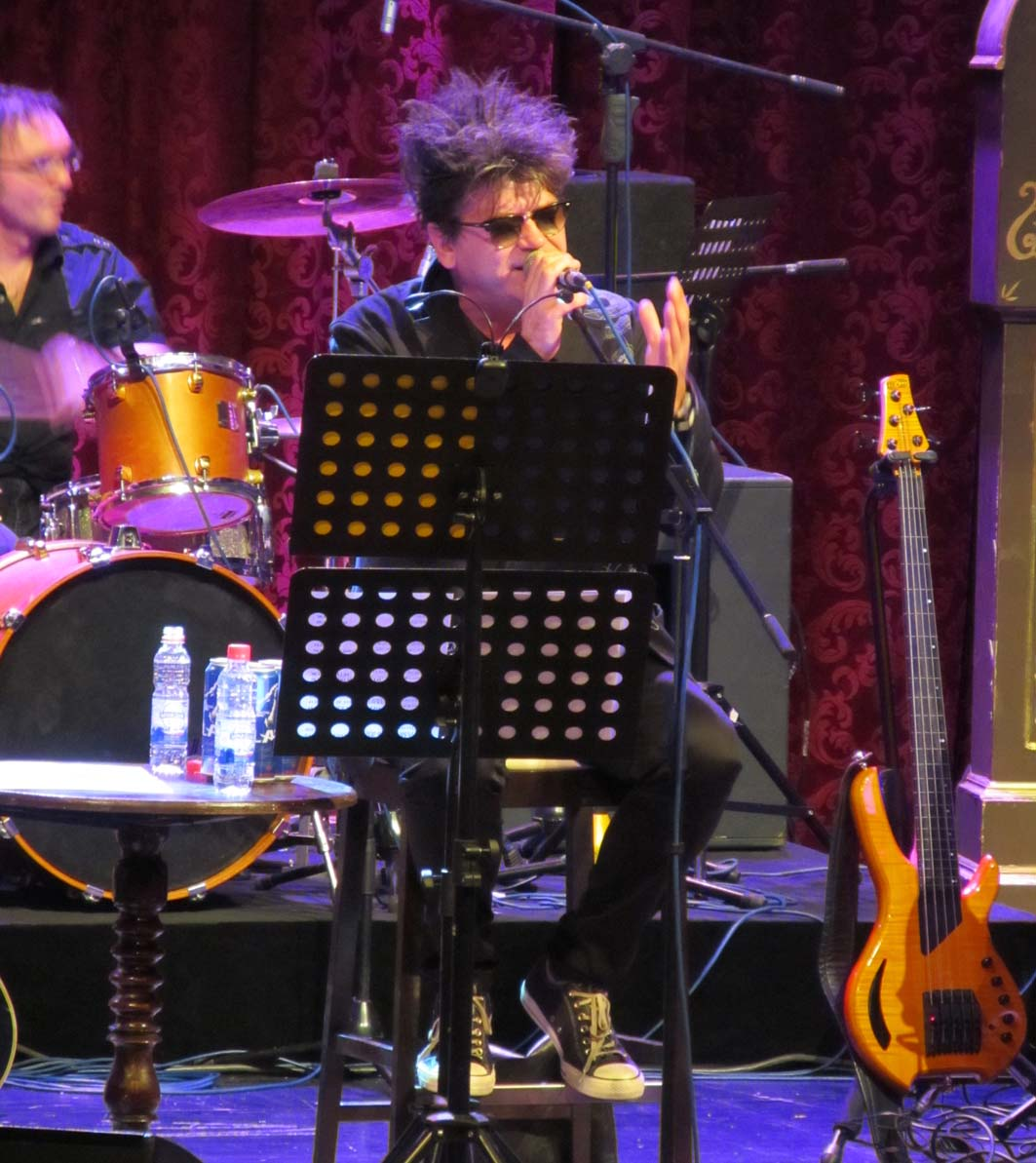
Dražen Žerić (2014)

Dražen „Žera“ Žerić (* 20. Juli 1964 in Mostar, Jugoslawien) ist ein bosnischer Sänger und einer der Gründer und Sänger der bosnischen Band Crvena Jabuka. Mit seiner Vorliebe für Chucks und seiner „stacheligen“ Frisur ist er einer der bekanntesten Sänger des ehemaligen Jugoslawien.

## Leben
Žerić wurde in der Stadt Mostar geboren. Seine Eltern waren Professoren an der Universität Sarajevo. Er hat einen Bruder.
Žerić wuchs in Sarajevo auf, wo er die Grund- und Hauptschule, sowie die Musikschule für Klavier besuchte. Später erlangte er einen Abschluss in Wirtschaft an der Universität Sarajevo.
Von Anfang bis Mitte 1985 formte Zlatko Arslanagić eine Band mit seinen Freunden Dražen Ričl, Aljoša Buha und Cunja Jelčić, zu denen auch Dražen Žerić gehörte. Dies war der Anfang von Crvena Jabuka.
Crvena jabuka wurde zu einer der erfolgreichsten Bands in Jugoslawien. Im Jahr 1986 hatte die Band einen Autounfall auf dem Weg zu einem Konzert in Mostar, bei dem Sänger Dražen „Zijo“ Ričl und Gitarrist Aljoša Buha starben. Die anderen Bandmitglieder wurden schwer verletzt. Ein Jahr nach dem Unfall fing die Band wieder an, Musik zu machen. 1990 gewann sie einen Musikpreis in Belgrad.
Während des Krieges in Jugoslawien verbrachte Žerić zwei Jahre unter der serbischen Belagerung in Sarajevo, leistete humanitäre Arbeit und organisierte Wohltätigkeitskonzerte.
Ende des Jahres 1994 zog Žerić nach Zagreb, Kroatien und erhielt die kroatische Staatsbürgerschaft. Anfang 1995 unterzeichnete er einen Vertrag mit dem kroatischen Musiklabel Tutico, um eine Wiedervereinigung von Crvena Jabuka zu initiieren.
Das Comeback-Album U tvojim očima wurde im Frühjahr 1996 veröffentlicht. Seitdem brachte die Band vier Studioalben und ein Konzertalbum heraus, von denen mehr als 500.000 Exemplare weltweit verkauft wurden. Dies machte sie zur Band mit den meisten Plattenverkäufen aller Zeiten aus dem ehemaligen Jugoslawien.

## Diskografie (Auswahl)
- 2000: Sve Najbolje Br. 1 (HR: Gold)[1]
- 2000: Sve Najbolje Br. 2 (HR: Gold)
- 2000: Sve Najbolje 1+2 (HR: Gold)
- 2001: Ti Si Život Moj (HR: Gold)
- 2002: U ime ljubavi (HR: Gold)
- 2003: Megamix - 33 zlatna hita (HR: Gold)
- 2004: Pokidat ću lance sve (HR: Silber)